# 香厳寺 (淅川県)
座標: 北緯32度46分49.81秒 東経111度26分3.70秒 / 北緯32.7805028度 東経111.4343611度

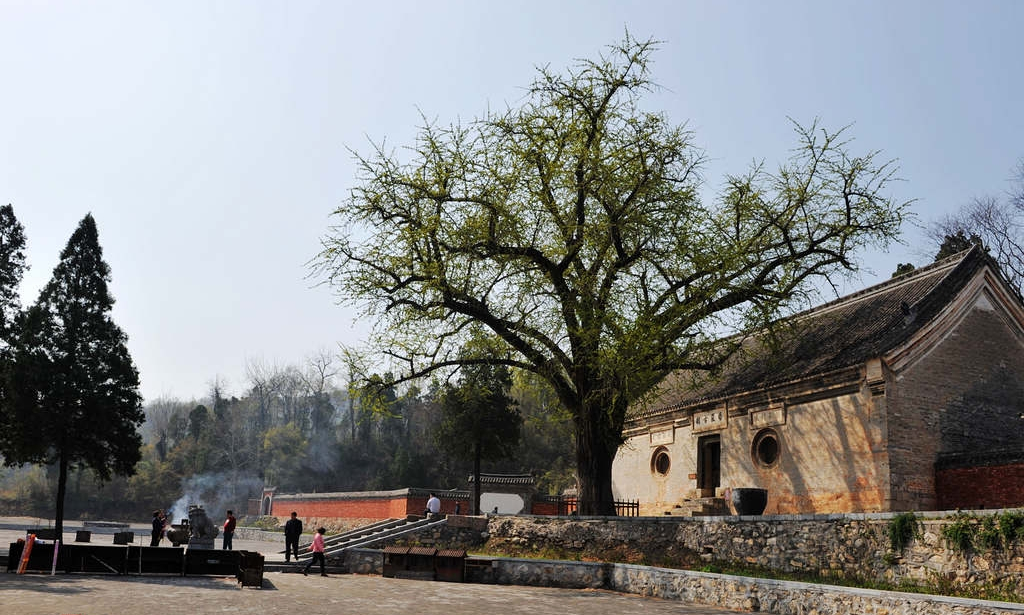
香厳寺

香嚴寺（こうがん-じ）は中華人民共和国河南省南陽市淅川県倉房鎮北西部の白崖山に位置する寺院。唐代に建立され、登封の少林寺、洛陽の白馬寺、開封の大相国寺とともに中国四大名寺の一つとされる。1986年に河南省文物保護単位、2006年に全国重点文物保護単位に指定された。別称に長寿寺、顕通禅寺。